# Richard von Friesen
Richard von Friesen, född 9 augusti 1808 i Thürmsdorf, död 25 februari 1884 i Dresden, var en sachsisk friherre och politiker.
Friesen blev 1841 regeringsråd i inrikesdepartementet, vars ledning han provisoriskt övertog under majupproret i Dresden 1848. Dess ordinarie chef blev han 1849. Oenighet med statsministern Friedrich Ferdinand von Beust föranledde emellertid Friesen att 1852 lämna detta ämbete. År 1853 utnämndes han till kretsdirektor i Zwickau och 1858 till finansminister. Han var 1866 ledamot av den kommission, som i kungens frånvaro under tyska enhetskriget förde regeringen, och övertog sedermera, samma år, även utrikesportföljen.
År 1867 deltog Friesen i underhandlingarna rörande stiftandet av Nordtyska förbundet samt utnämndes samma år till röstägande förbundskommissarie för Sachsen. År 1870 utsågs han till kommissarie vid förhandlingarna med de sydtyska staterna rörande deras förening med Nordtyska förbundet och bildandet av Tyska riket samt kallades i denna egenskap samma år till Versailles, där han ledde underhandlingar för avslutande av fördragen med Württemberg, Baden och Hessen. Han blev 1871 konseljpresident och lämnade 1876 statens tjänst.
Friesen utgav 1880 memoarverket Erinnerungen aus meinem Leben (två band, ny upplaga 1881), vilket genast framkallade en skarp kritik från Beust ("Erinnerungen zu Erinnerungen", 1881) och historikern Heinrich Theodor Flathe ("Die Memoiren des Herrn von Friesen",  i "Historische Zeitschrift", 1881).